# Ilyas Ansah
Ilyas Ansah (Lüdenscheid, 8 novembre 2004) è un calciatore tedesco, attaccante dell'Union Berlino.

## Carriera

### Club
Ansah è cresciuto nel settore giovanile di Lüdenscheid, Bochum, Eintracht Dortmund, Siegen e Paderborn, dove ha debuttato a livello professionistico il 22 settembre 2023 nell'incontro di 2. Bundesliga pareggiato 1-1 contro il Magdeburgo. Il 9 dicembre seguente ha segnato il suo primo gol in carriera contro l'Amburgo ed il 25 gennaio 2024 ha firmato il prolungato il contratto con il club nerazzurro.

### Nazionale
Ha giocato nella nazionale tedesca Under-20.

## Statistiche

### Presenze e reti nei club
Statistiche aggiornate al 22 dicembre 2024.
| Stagione        | Squadra         | Campionato      | Campionato | Campionato | Coppe nazionali | Coppe nazionali | Coppe nazionali | Coppe continentali | Coppe continentali | Coppe continentali | Altre coppe | Altre coppe | Altre coppe | Totale | Totale | Totale |
| Stagione        | Squadra         | Comp            | Pres       | Reti       | Comp            | Pres            | Reti            | Comp               | Pres               | Reti               | Comp        | Pres        | Reti        | Pres   | Reti   |        |
| --------------- | --------------- | --------------- | ---------- | ---------- | --------------- | --------------- | --------------- | ------------------ | ------------------ | ------------------ | ----------- | ----------- | ----------- | ------ | ------ | ------ |
| 2023-2024       | Paderborn       | 2L              | 24         | 1          | CG              | 1               | 0               | -                  | -                  | -                  | -           | -           | -           | 25     | 1      |        |
| 2024-2025       | Paderborn       | 2L              | 17         | 3          | CG              | 2               | 0               | -                  | -                  | -                  | -           | -           | -           | 19     | 3      |        |
| Totale carriera | Totale carriera | Totale carriera | 41         | 4          |                 | 3               | 0               |                    | -                  | -                  |             | -           | -           | 44     | 4      |        |